# 奇韦扎诺
奇韦扎诺（義大利語：Civezzano）是意大利特伦托自治省的一个市镇。总面积15平方公里，人口3879人，人口密度258.6人/平方公里（2009年）。ISTAT代码为022061。

## 友好城市
- 德国 下格里斯巴赫